# Platysoma tsushimae
Platysoma tsushimae är en skalbaggsart som beskrevs av Ôhara 1986. Platysoma tsushimae ingår i släktet Platysoma och familjen stumpbaggar. Inga underarter finns listade i Catalogue of Life.